# Groeve Marnebel
De Groeve Marnebel is een steengroeve ten oosten van Eben-Emael in de Belgische provincie Luik in de gemeente Bitsingen. De steengroeve is ontgonnen in het Plateau van Caestert in de oostelijke helling van het Jekerdal.
Aan de overzijde van het Jekerdal ligt de Groeve Romontbos.
Naast de steengroeve ligt aan de oostzijde de Tumulus van Emael.

## Geologie
In de groeve bestaat het profiel onder andere uit:
- Kalksteen van Nekum
  - Horizont van Laumont
- Kalksteen van Emael
  - Horizont van Lava
  - Horizont van Romontbos
- Kalksteen van Schiepersberg
  - Horizont van Schiepersberg
- Kalksteen van Gronsveld
  - Horizont van Sint Pieter
- Kalksteen van Valkenburg
  - Horizont van Lichtenberg
- Kalksteen van Lanaye

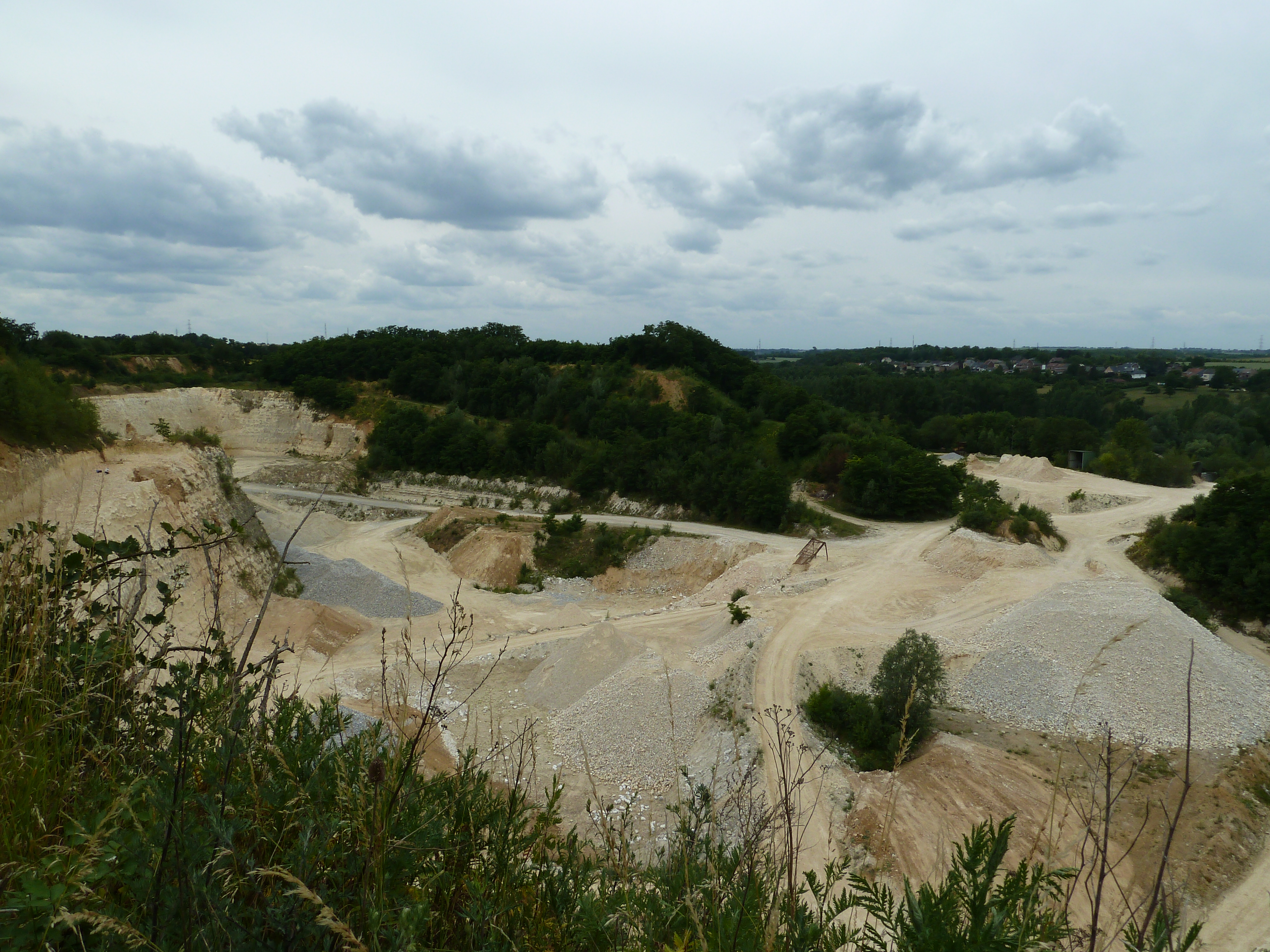
Zuidelijk deel
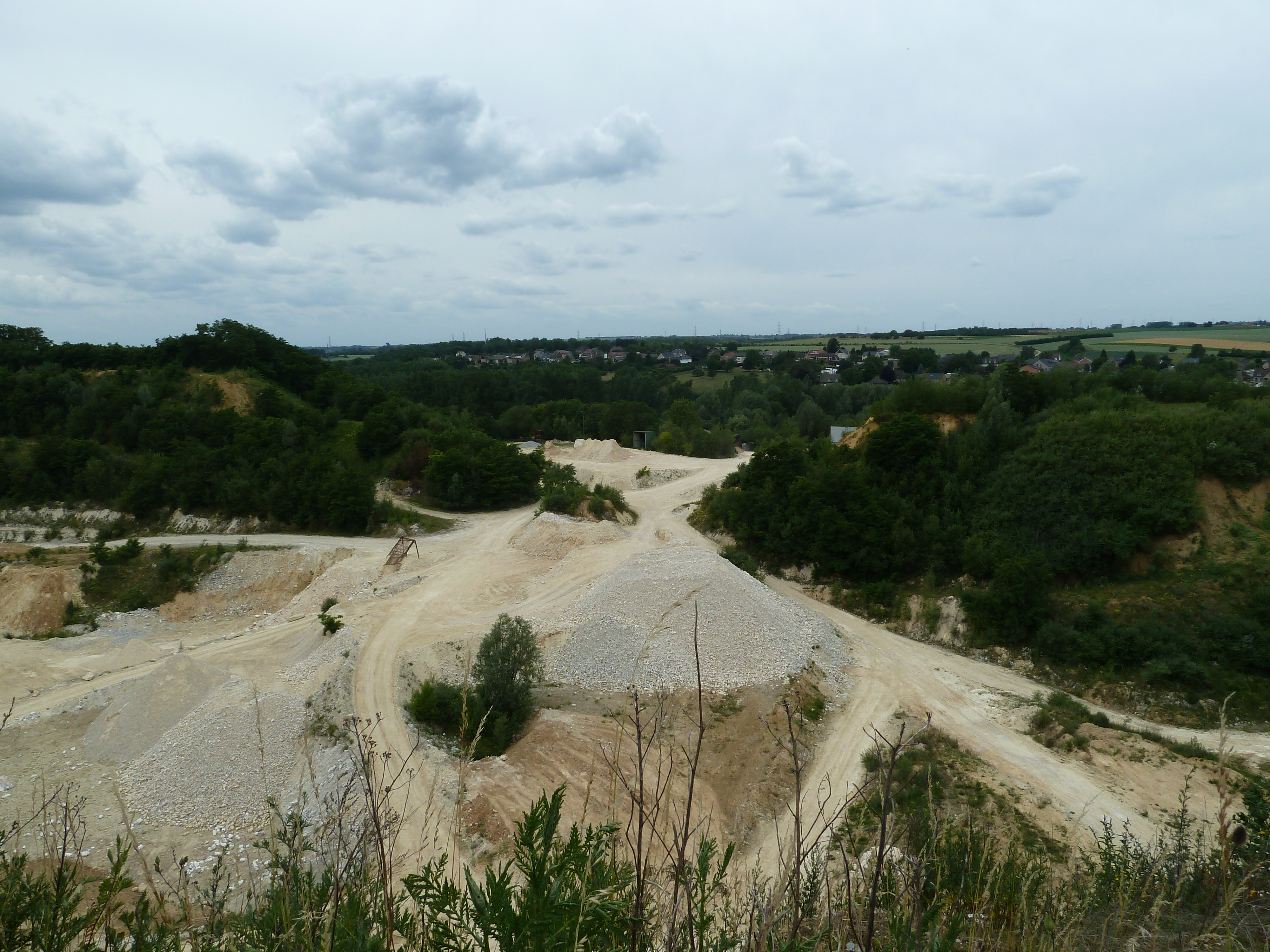
Centraal deel
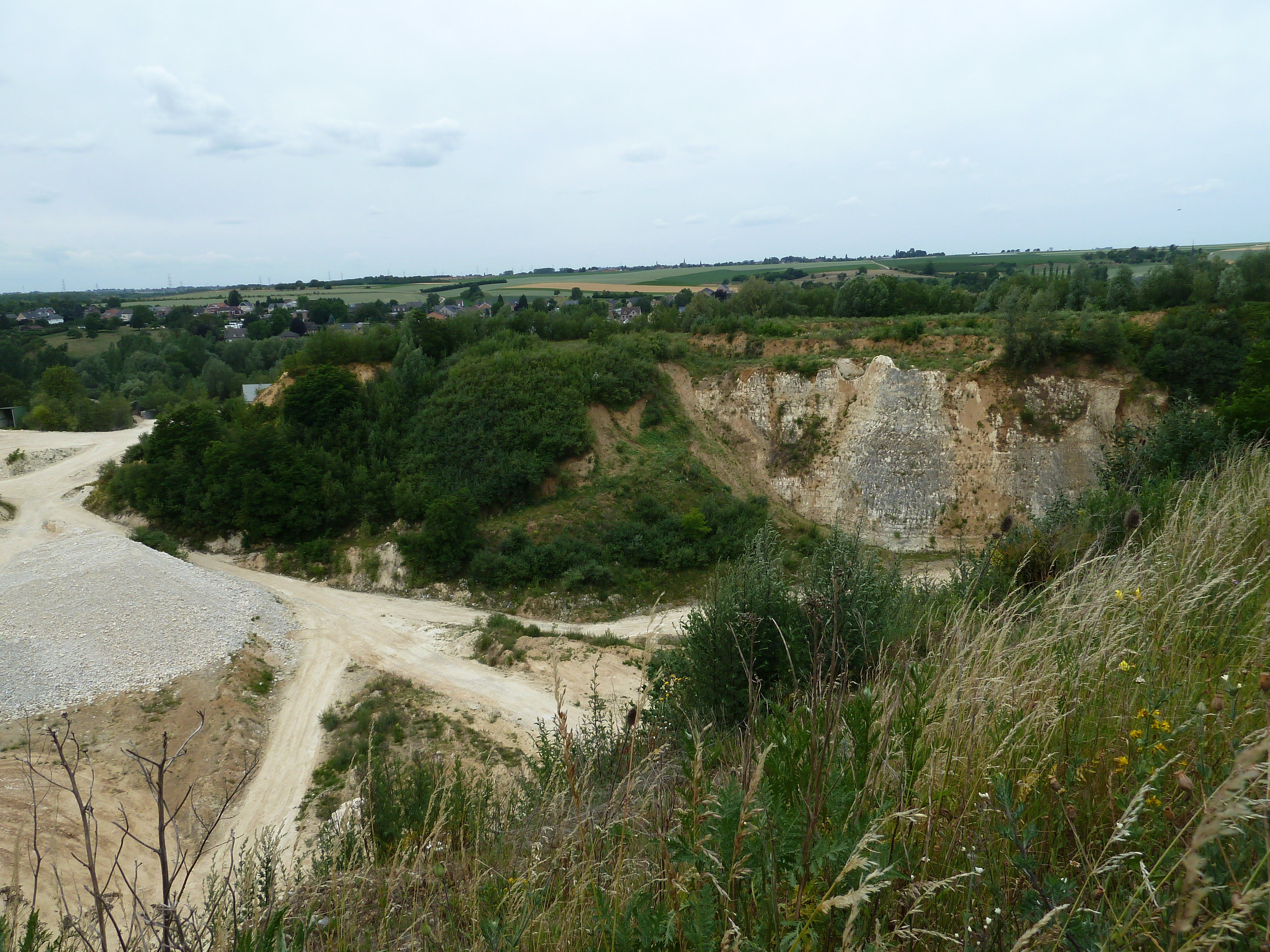
Noordelijk deel